# Ciocănitoare cu față galbenă
Ciocănitoarea cu față galbenă (Melanerpes flavifrons) este o specie de pasăre din familia Picidae. Se găsește în Brazilia, Paraguay și nord-estul îndepărtat al Argentinei.

## Distribuție și habitat
Ciocănitoarea cu fața galbenă este originară din estul Americii de Sud. Aria sa de răspândire include estul și sud-estul Braziliei, estul Paraguayului și nord-estul Argentinei, la altitudini de la nivelul mării până la aproximativ 1.800 metri. Este o specie rezidentă, nemigratoare și se întâlnește în zonele slab împădurite, în pădurile galerii, în pădurile secundare, în plantațiile de palmieri, în livezi, în grădini și în parcuri, în special în locurile în care copacii izolați au rămas în picioare într-o zonă defrișată.

## Descriere
Această ciocănitoare colorată are o lungime de aproximativ 18 centimetri. Sexele sunt similare, în afară de faptul că masculul are coroana și ceafă roșii, în timp ce la femelă această regiune este negru albăstrui. Ambele exemplare au coroana anterioară galbenă, obrajii, bărbia și gâtul galbene și o bandă neagră largă care pornește de la baza ciocului, trece prin ochi și ajunge la ceafă. Mantaua și partea superioară a aripilor sunt în principal negre, iar spatele și crupa sunt albe. Coada este neagră, cu unele bare albe pe penele exterioare. Pieptul este gri sau măsliniu, burta roșie, iar flancurile barate în alb și negru sau negru și crem. Irisul este albastru-negru, iar inelul orbital distinct este gălbui sau portocaliu. Ciocul este negru, iar picioarele sunt maro-oliv. Juvenilul este asemănător adultului, dar mai puțin lucios și mai degrabă maroniu, cu mai puțin roșu pe burtă și coroană.

## Comportament

### Hrană
Specia are o dietă mixtă formată în principal din fructe, dar include și semințe, insecte și larvele acestora.

### Reproducere
Reproducerea are loc între ianuarie și mai în cea mai mare parte a arealului. Puii au fost observați hrăniți cu fructe, iar atât insectele, cât și fructele sunt uneori ascunse pentru a fi folosite ulterior. Această specie este un reproducător cooperant, cu un număr de păsări care cuibăresc în imediata apropiere și unele care acționează ca ajutoare în afara cuibăritului.

## Galerie

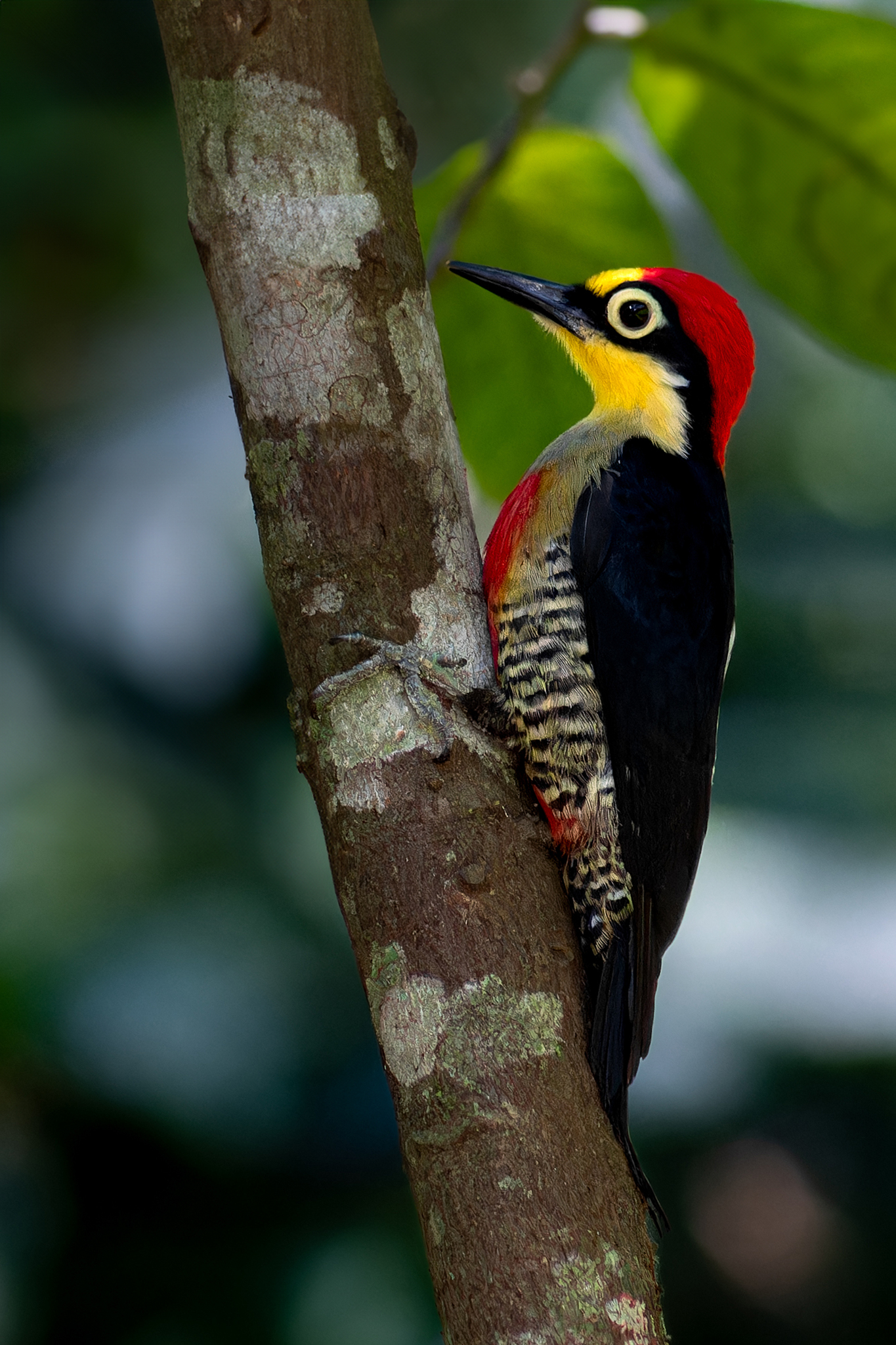
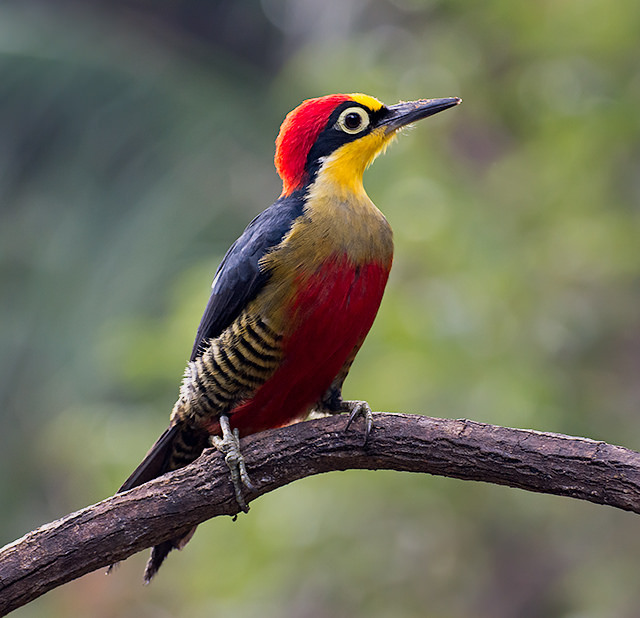
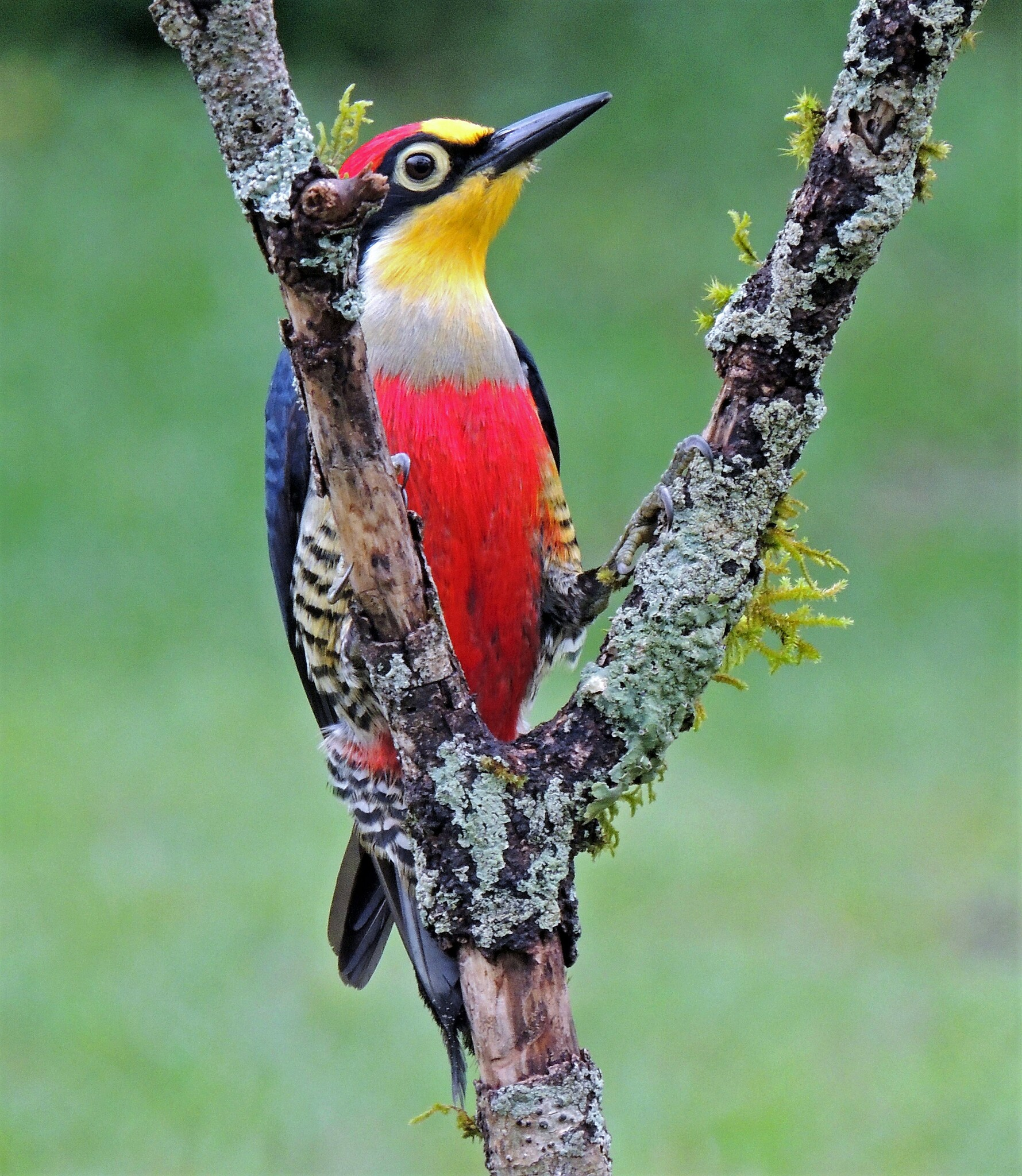
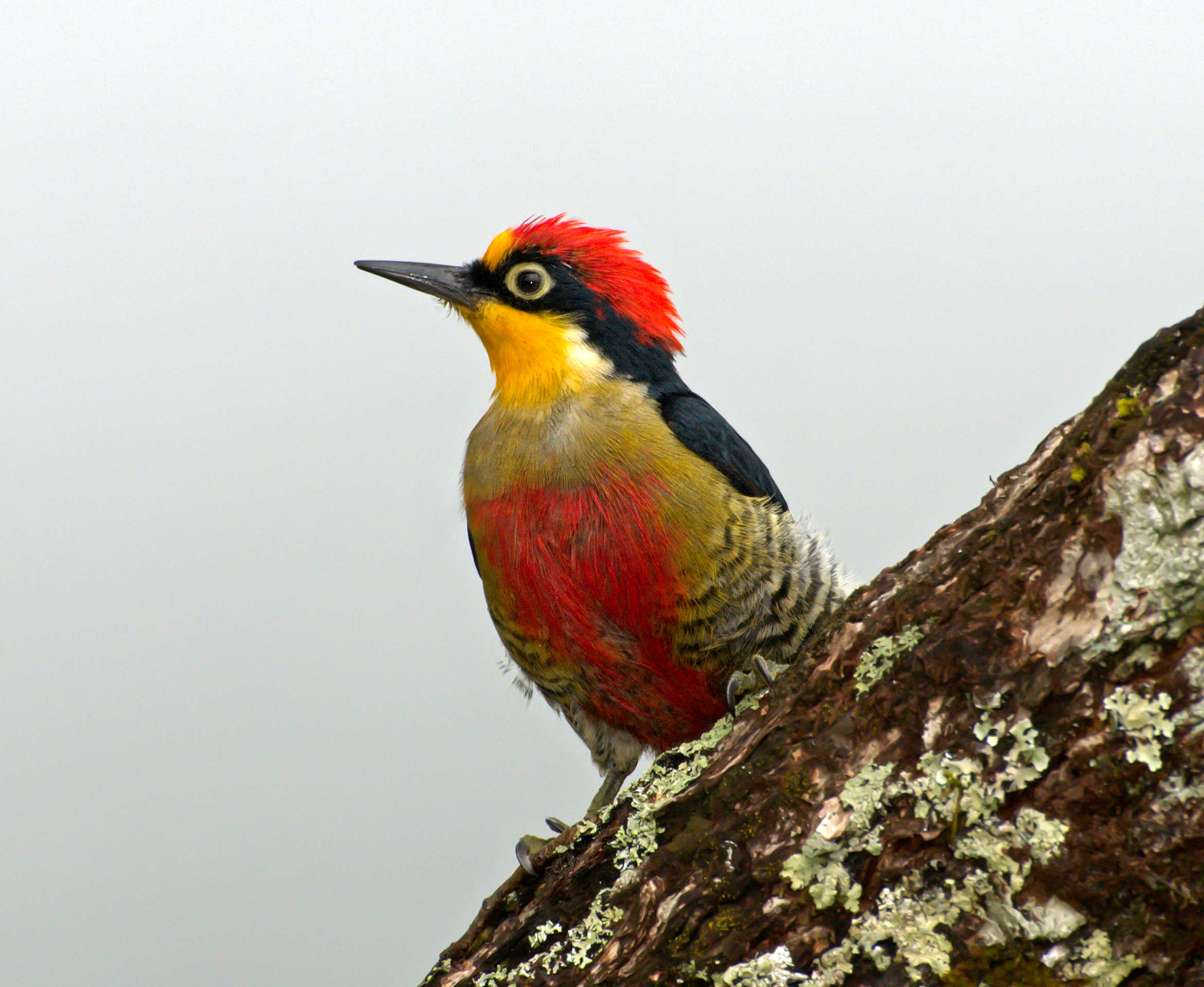
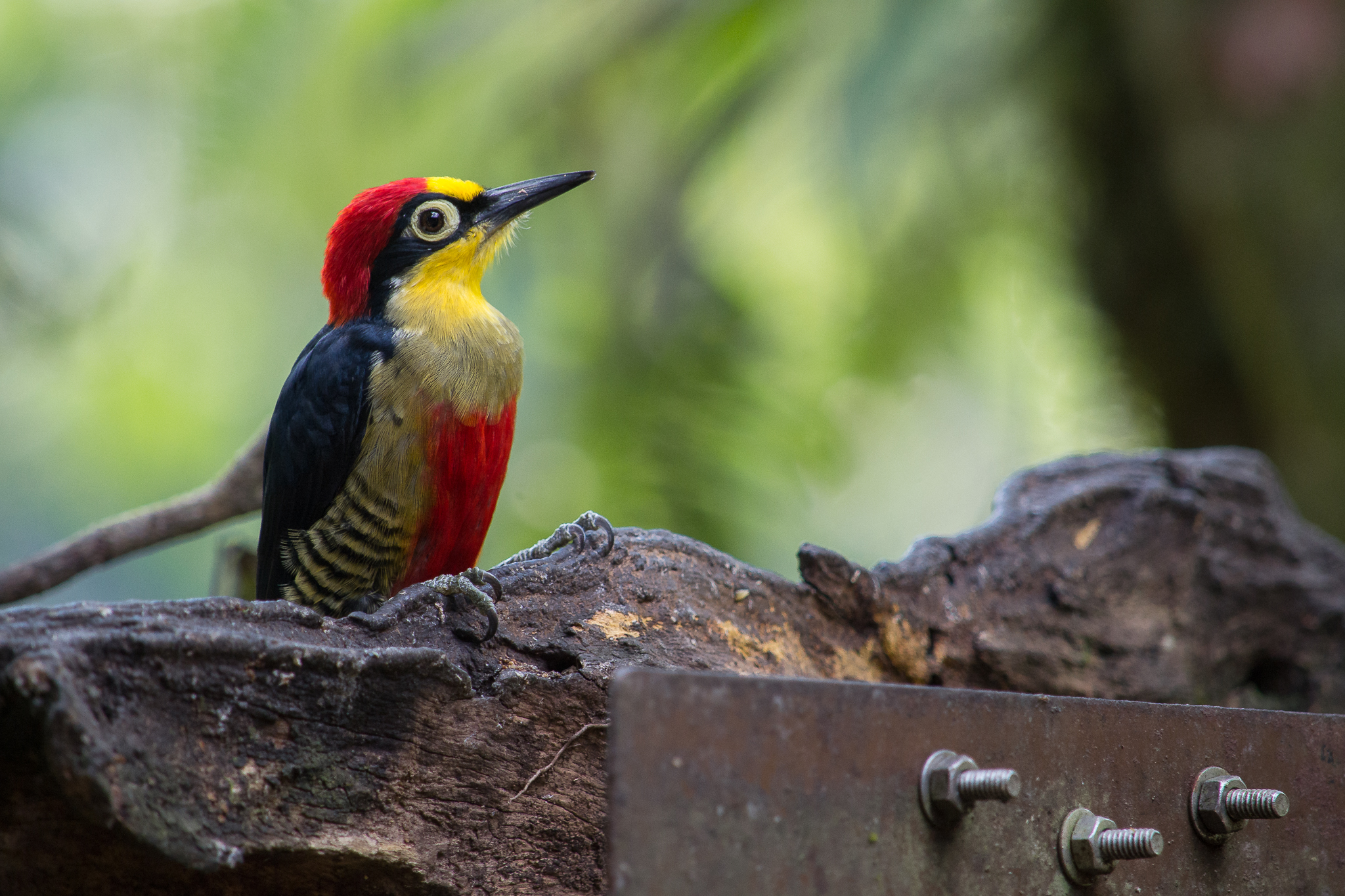
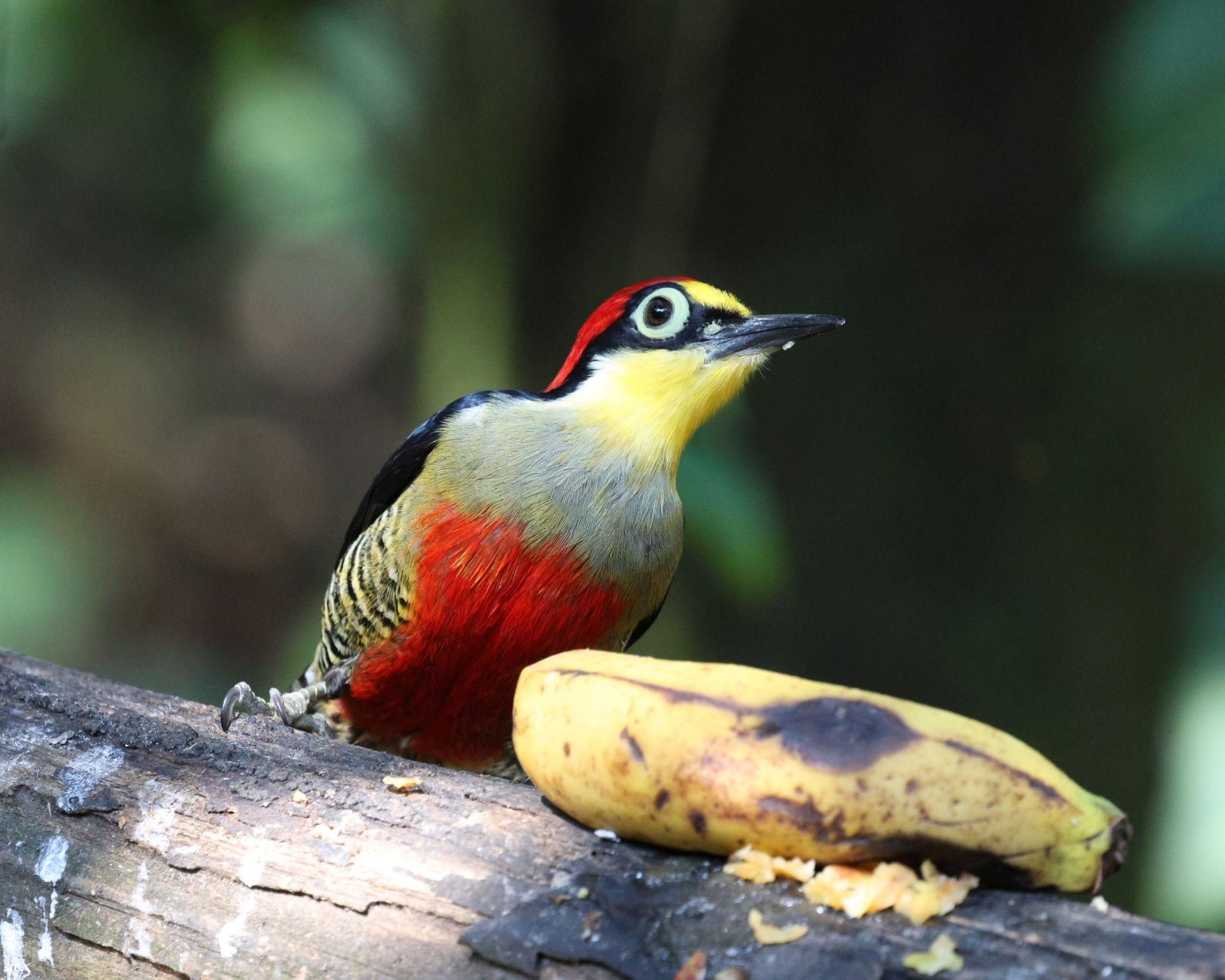
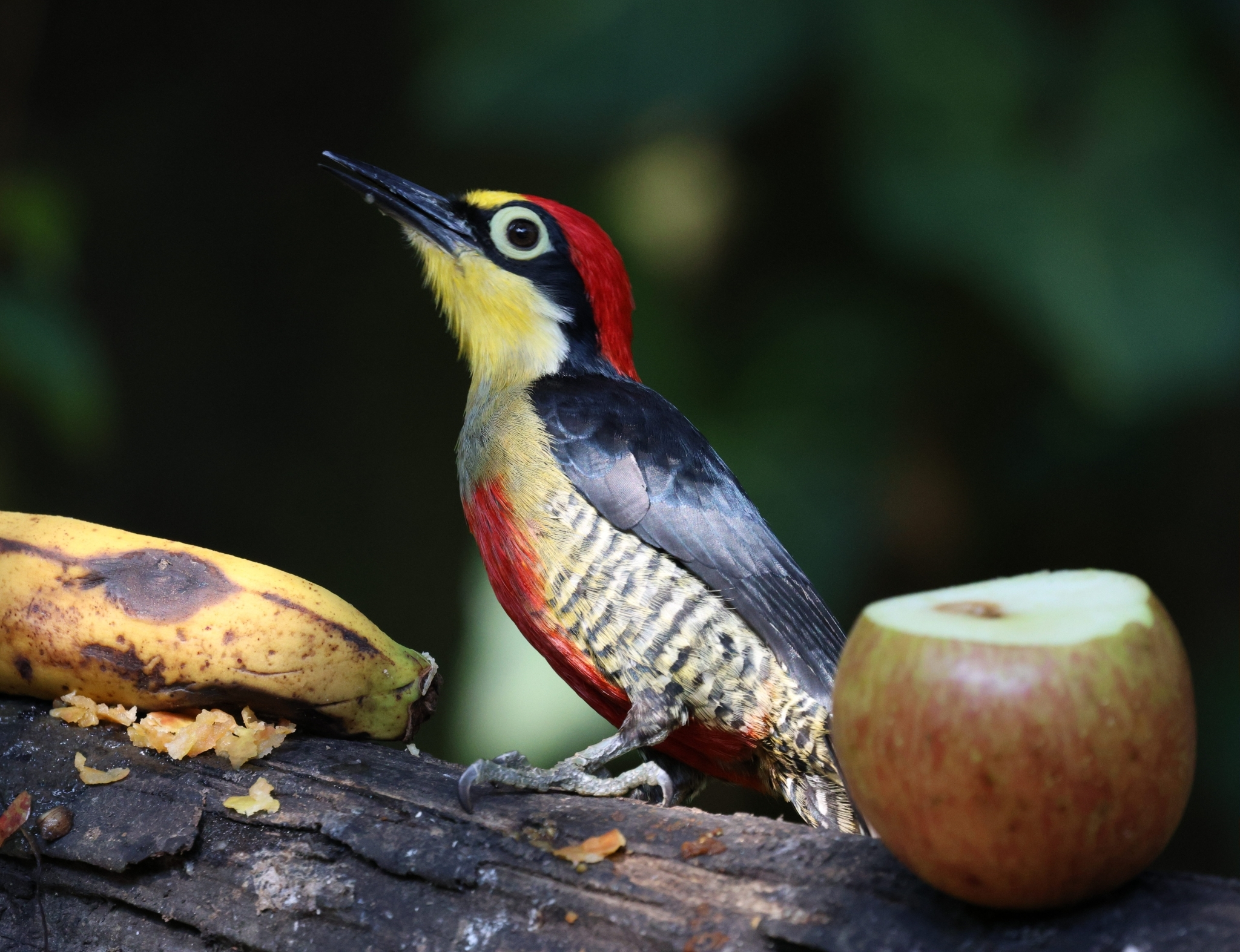
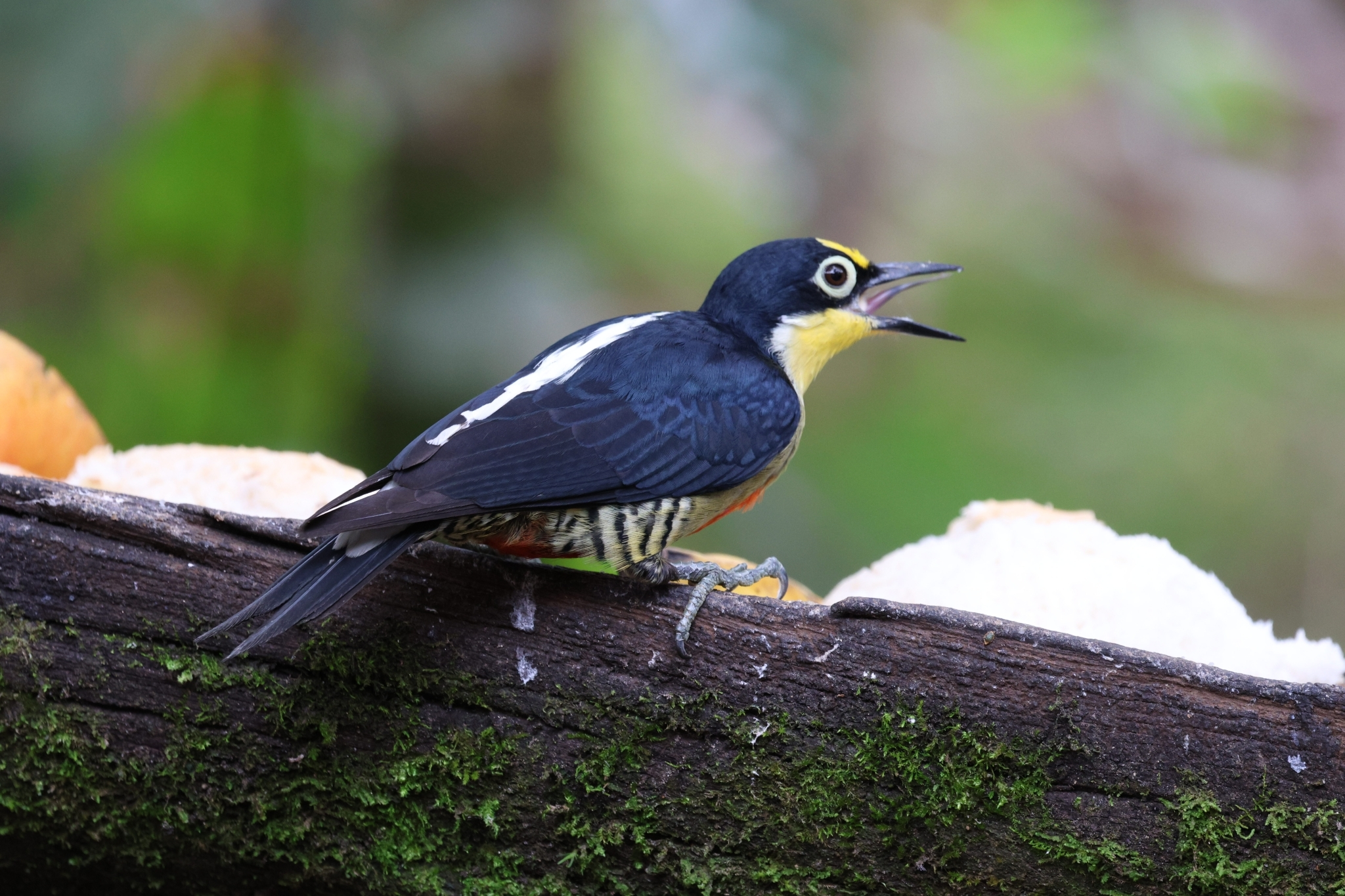
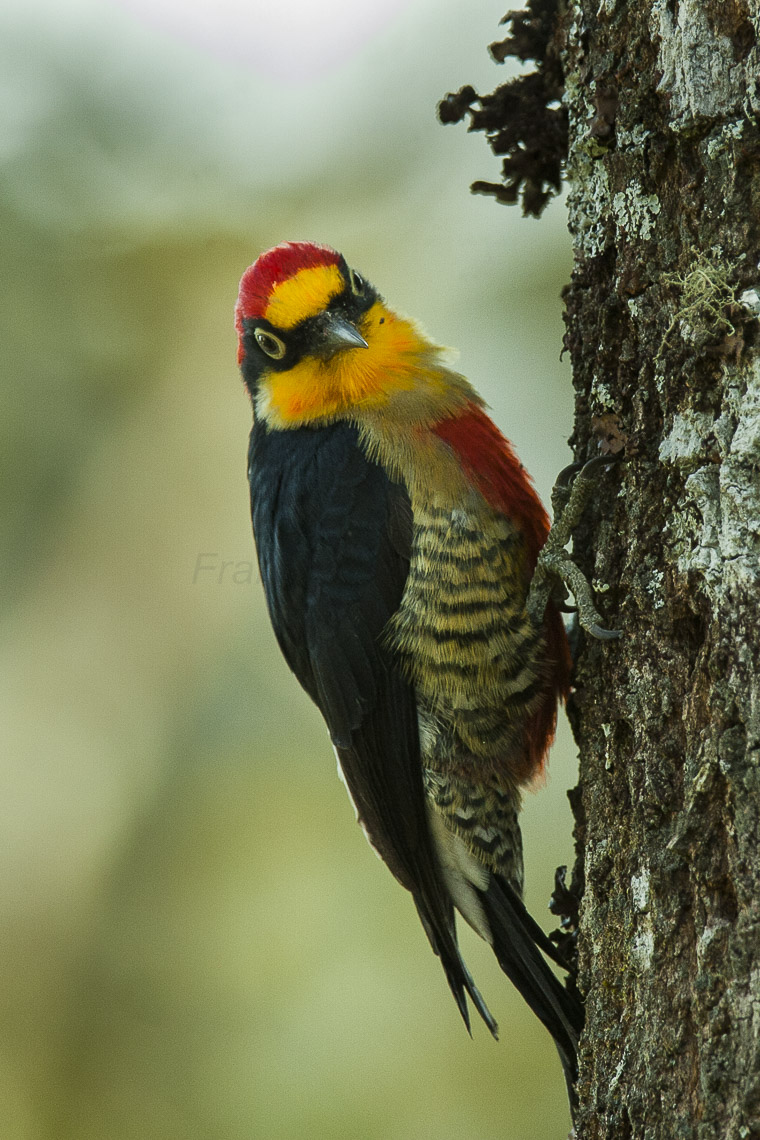